# Radar Love
Radar Love — песня голландской рок-группы Golden Earring из альбома «Moontan», выпущенного в июле 1973 года.

## Обзор
Текст песни написан от первого лица и повествует о человеке, едущем всю ночь на автомобиле к своей девушке, чей зов он услышал без каких либо физических средств связи, таких как телефон или письмо. Вместо этого, она может передать ему свои мысли с помощью радиоволн. В его радио играет песня «Coming on Strong» Бренды Ли, благодаря ей дорога завораживает героя и он несётся навстречу рассвету.
На песню было снято видео, в котором музыканты играют на сцене концертного зала. Иногда кадры их выступления сменяются кадрами едущего по туннелю автомобиля и далёких огней ночного города. В конце клипа гитарист приседает и распахнув руки становится на одно колено перед барабанной установкой, а барабанщик Сезар Зёйдервийк, отталкиваясь от установки, совершает прыжок над его головой.
Музыкальный критик Билл Лэмб назвал «Radar Love» одной из «десятки лучших песен для вождения».
Сингл на песню был выпущен в 1973 году и стал очень успешен. В американском чарте Billboard он занял 13 строчку. В Великобритании сингл достиг седьмой позиции, его продажи превысили отметку в 250 тысяч экземпляров, и диск получил статус серебряного по сертификации BPI. В Канаде он достиг десятой позиции, в Германии пятой позиции и продержался в верхней десятке шесть недель. А у себя на родине, в Нидерландах сингл занял верхнюю строчку.
На территории США и Канады распространение сингла делили Track Record и MCA Records.
В Нидерландах и остальном мире сингл распространялся большей частью через Polydor Records, а также через Track Record.
На обратную сторону пластинки была помещена песня «Just Like Vince Taylor», хотя существуют версии с «The Song Is Over». В Германии сингл несколько раз переиздавался и би-сайдом на нём успели побывать и «The Song Is Over», и «Just Like Vince Taylor», а также «Buddy Joe» с предыдущего альбома «Together». На голландском переиздании 1986 года би-сайдом является песня «Back Home» с альбома 1970 года «Golden Earring».

## Чарты
- #1 (Нидерланды)[3]
- #5 (Германия)[3]
- #7 (Великобритания)[3]
- #10 (Канада)[3]
- #13 (США)[2]

## В записи участвовали
- Барри Хэй — вокал
- Джордж Койманс — гитара
- Элько Геллинг — гитара
- Ринус Герритсен — бас-гитара
- Сезар Зёйдервийк — ударные

## Версия White Lion
В 1989 году кавер-версия песни была записана американской хард-рок группой White Lion. Она вошла в альбом «Big Game», выпущенный в августе 1989 года. Также песня стала вторым синглом с этого альбома. Сингл был выпущен в двух форматах: двенадцатидюймовая виниловая пластинка, содержащая идентичные альбомным версии песен «Radar Love» и «If My Mind Is Evil» на одной стороне, и концертные версии песнен «Wait» и «All Join Hands», с предыдущего альбома «Pride»; кассета, содержащая песни «Radar Love» и «If My Mind Is Evil».
23 сентября 1989 года сингл добрался до 59 позиции в чарте Billboard Hot 100, где продержался тринадцать недель. 30 сентября сингл вошёл в британскую «сотню», остановившись на 92 месте. Через неделю он оттуда вылетел. В январе 1990 года сингл занял верхнюю строчку болгарского чарта.

### Видеоклип
Продолжительность видеоклипа более шести минут и первые минуты клипа представляют собой нарезку из событий, происходящих без определённой последовательности.
Он начинается с погони под звуки сирен тремя полицейскими машинами за чёрным Shelby GT350 1969 года выпуска. Следует вступительный рифф песни и показана группа, выступающая в заполненном сигаретным дымом баре, в этот момент байкер на переднем плане разбивает шары для бильярда. Колонна байкеров едет по шоссе в пустынной местности.
Затем показан Вито Братта, разговаривающий по таксофону на обочине, рядом с ним припаркован белый Ламборджини, у которого открыта дверь со стороны водителя.
Шелби проносится мимо полицейской машины, та трогается с места и начинает преследование. Между двух движущихся полицейских машин проносится байкер на спортивном мотоцикле. Официантка бара, где выступает группа, снимает униформу и начинает танцевать. Байкер на спортивном мотоцикле, которым является Джеймс Ломенцо, и водитель Шелби равняются на трассе, обмениваются одобрительными жестами и байкер обгоняет Шелби.
Грег ДиАнджело, работающий на автозаправке, меняет масло в машине, гаечный ключ ему подаёт девушка. На заправку подъезжает полицейская машина и после того как девушка заправляет их машину, ДиАнджело незаметно кидает в бензобак два кусочка сахара, чтоб засорить фильтр.
Братта видит приближающийся Шелби, отрывается от телефонного разговора, и показывает ему козу до тех пор, пока автомобиль не скрывается из поля зрения. Около Братты останавливается полицейская машина, чтоб узнать, куда направилась Шелби. Он направляет полицейских в другую сторону.
Ломенцо несётся на гоночном байке перед двумя полицейскими машинами.
Шелби останавливается у входа в бар, его со всех сторон блокируют три полицейские машины. Трое окружных полицейских заходят в пустой бар и слышат звук отъезжающих колёс.
Шелби несётся по трассе, которую блокируют пять полицейских машин и вертолёт, резко разворачивается и продолжает скрываться. Преследуемая полицейскими Шелби обгоняет колонну байкеров, едущих по бокам дороги. Байкеры выстраиваются в клин и не дают полицейским проехать.

### Чарты
- #1 (Болгария)[3]
- #59 (США)[5]
- #98 (Великобритания)[3]

### В записи участвовали
- Майк Трамп — вокал
- Вито Братта — гитара
- Джеймс Ломенцо — бас-гитара
- Грег ДиАнджело — ударные

### Список дисков, на которых выпускалась песня
- Big Game (1989)
- The Best of White Lion (1992)
- Rocking the USA (2005)
- The Definitive Rock Collection (2007)

## Кавер-версии
Свои кавер-версии песни записали группы Omen, U2, R.E.M., Sun City Girls, Blue Man Group, Def Leppard, Aragorn, Nine Pound Hammer, а также Джеймс Ласт и Карлос Сантана., White Lion
Английская готик-рок группа Ghost Dance записала кавер-версию песни для обратной стороны своего сингла «Heart Full of Soul», являющегося кавер-версией песни The Yardbirds.
Кавер-версия песни в исполнении американской индастриал-метал Ministry вошла в их альбом кавер-версий «Cover Up».
Группа Black Rose, в которой пел Кинг Даймонд до основания Mercyful Fate записала кавер-версию песни. В 2001 году она была выпущена на сборнике King Diamond & Black Rose 20 Years Ago, содержащем все песни Black Rose.
В 2018 году нидерландский прог-проект Ayreon исполнил кавер-версию Radar Love на фестивале Graspop Metal Meeting в Бельгии, партию вокала исполнил сам Барри Хэй.

## Использование в поп-культуре
- Название песни носит десятый эпизод второго сезона машинима веб-сериала «Red vs. Blue», выпущенный в 2004 году.
- Название песни носит двенадцатый эпизод четвёртого сезона телесериала «Беверли-Хиллз, 90210», выпущенный в 1993 году — в нём же и звучала песня.
- Название песни носит четвёртый эпизод второго сезона американский научно-фантастического телесериала «Тёмный ангел», выпущенный в 2001 году.
- Radar Love регулярно исполняется маршевым оркестром Стэнфордского университета (LSJUMB). В отличие от маршевых оркестров большинства университетов, репертуар LSJUMB состоит из рок-композиций, преимущественно 1970-х годов.
- Песня была использована в тренировочном видео для Национальной воздушной гвардии штата Орегон.
- Песня звучит во время поездки на американских горках «Rita — Queen of Speed» в английском парке развлечений Alton Towers.
- В июле 2008 года песня была использована в онлайн-рекламе автомобильной компании Jaguar.
- Песня была использована в версии для Sega Genesis видеоигры Rock N’ Roll Racing. Из версий для приставок Snes и GameBoy Advanse, на которые также была портирована игра, песня исключена.
- Кавер-версия песни в исполнении White Lion использовалась в видеоигре «Guitar Hero Encore: Rocks the 80s», доступной лишь на Playstation 2.
- Песня использовалась в игре Rock Band 3
- Radar Love заняла второе место по опросу «Лучшая песня для вождения» («The Greatest Driving Song Ever») программы «Top Gear». Первое место заняла песня группы Queen «Don’t Stop Me Now».
- Кавер-версия песни в исполнении группы Ministry фигурирует в видеоигре 2011 года «Test Drive Unlimited 2».

Песня была использована в следующих фильмах и сериалах:
- 1985: В фильме Американские летчики
- 1993: Radar Love звучит в начале фильма «Мир Уэйна 2».
- 1995—1998: Отрывки песни были использованы как заглавная тема американского ситкома «Голая правда».
- 1999: В фильме Детройт — город рока, когда Трип швыряет кусок пиццы в пассажира движущегося Volvo, сидящего у окна.
- 1999: Короткий отрывок песни звучит в фильме «Управляя полётами».
- 2000: В эпизоде «Hit and Run» телевизионного сериала Strangers with Candy.
- 2002: В первой серии второго эпизода передачи Джереми Кларксон встречает соседей, названной «Belgium & Holland»
- 2006: В эпизоде «Папина машина» телесериала Меня зовут Эрл.
- 2006: В фильме Премия Дарвина, в эпизоде с автомобилем и ракетным ускорителем.
- 2007: В эпизоде «Love, Bullets & Blacktop» телесериала Жнец.
- 2010: В канадском телесериале Республика Дойла
- В двух эпизодах мультсериала «Симпсоны»:
  - 1996: «Bart on the Road», песня звучит по радио, во время поездки.
  - 2002: «Poppa’s Got a Brand New Badge», когда Жирный Тони требует включить ему песню по радио и Гомер Симпсон начинает подпевать, придумывая при этом собственный вариант текста.
- 2012: В двадцатой серии восьмого сезона сериала Доктор Хаус в исполнении группы Georgia Steamroller.
- 2012: В фильме Смертельная гонка 3: Ад прозвучала кавер-версия песни в исполнении Дэйва Бэссетта.